# Joseph Cheguillaume
Joseph Paul Auguste Cheguillaume, né le 18 juin 1825 à Nantes et mort le 18 février 1897 à Cugand, est un manufacturier et homme politique français.

## Biographie
Joseph Cheguillaume est le fils de Paul Cheguillaume (1795-1863), négociant et manufacturier, et le petit-fils du négociant Mathurin-Jean Cheguillaume (1772-1857), adjoint au maire de Nantes de 1832 à 1842. Il est élève au lycée de Nantes.
Il est un riche négociant et manufacturier de Nantes, propriétaire des manufactures de draps à Clisson et à Cugand. Il hérite de l'ensemble industriel constitué par son père à parti de l'ancienne forge de Fouques, transformée en une filature de laine et de coton fonctionnant à l'énergie hydraulique et à la vapeur, des anciens moulins de la Feuillée à Cugand et des sites de l'Arsenal à Gétigné. Joseph Cheguillaume y ajoute une bonneterie, employant plusieurs centaines de personnes. Il est membre de la Chambre de commerce de Nantes. 
D’opinions conservatrices, il est élu, le 8 février 1871, représentant monarchiste de la Loire-Inférieure à l'Assemblée nationale, le 2e sur 12 (derrière Louis Mathurin Babin-Chevaye), avec 71,375 voix sur 95,897 votants, soutenu par la liste légitimiste.
Il se fait inscrire au centre droit, en même temps qu'à la réunion des Réservoirs, et, sans prendre la parole, vote dans la législature, avec la droite de l'Assemblée, pour la paix, pour les prières publiques, pour l'abrogation des lois d'exil, pour le pouvoir constituant de l'Assemblée, contre le retour à Paris, pour la démission de Thiers, pour le septennat, pour l'état de siège, pour la loi des maires, pour le ministère de Broglie, contre les amendements Wallon et Pascal Duprat. Cheguillaume s'abstient, le 25 février 1875, de prendre part au vote sur l'ensemble des lois constitutionnelles de 1875.
Il était propriétaire de l'hôtel de Châteaubriant à Nantes, qui avait été acquis en 1819 par son grand-père, Mathurin-Jean Cheguillaume (1772-1857).
Il se marie à Pauline Méry, fille du négociant Sylvain Paul Méry, propriétaire du château du Retail à Soullans, et d'Henriette-Virginie Dupuy. Une de ses belles-sœurs sera mariée au financier Stéphane Goüin, fils d'Édouard Goüin et frère d'Ernest Goüin. 
Leurs fils Joseph Cheguillaume, avocat à Nantes et maire de Soullans de 1896 à 1933, marié à la fille de l'armateur nantais Henri Polo, puis à Marguerite Marion de Procé, hérita du château du Retail ; quant à leur fille Cécille, elle épousera un neveu d'Armand Fresneau.